# Campionati del mondo di atletica leggera indoor 2016 - 60 metri piani femminili
La gara dei 60 metri piani femminili si è tenuta il 19 marzo ed hanno partecipato alla gara 44 delle 45 atleti che ne avevano diritto.
Per poter partecipare alla gara, bisognava ottenere 7"32 sui 60 m indoor o ottenere 11"20 sui 100 m all'aperto.

## Risultati

### Batterie
Passano le prime 3 di ogni batteria più i 6 migliori tempi.
| Pos. | Batt | Nome                    | Nazione                       | Time | Note  |
| ---- | ---- | ----------------------- | ----------------------------- | ---- | ----- |
| 1    | 6    | Barbara Pierre          | Stati Uniti                   | 7.07 | Q     |
| 2    | 4    | Michelle-Lee Ahye       | Trinidad e Tobago             | 7.09 | Q, NR |
| 3    | 1    | Elaine Thompson         | Giamaica                      | 7.09 | Q, PB |
| 4    | 4    | Dina Asher-Smith        | Gran Bretagna                 | 7.12 | Q     |
| 5    | 2    | Dafne Schippers         | Paesi Bassi                   | 7.13 | Q     |
| 6    | 2    | Tori Bowie              | Stati Uniti                   | 7.15 | Q     |
| 7    | 5    | Marie-Josée Ta Lou      | Costa d'Avorio                | 7.17 | Q     |
| 8    | 1    | Asha Philip             | Gran Bretagna                 | 7.18 | Q     |
| 9    | 5    | Jamile Samuel           | Paesi Bassi                   | 7.19 | Q     |
| 10   | 3    | Tatjana Pinto           | Germania                      | 7.19 | Q     |
| 11   | 3    | Simone Facey            | Giamaica                      | 7.20 | Q     |
| 12   | 1    | Kelly-Ann Baptiste      | Trinidad e Tobago             | 7.20 | Q, SB |
| 13   | 6    | Rosângela Santos        | Brasile                       | 7.21 | Q     |
| 14   | 3    | Crystal Emmanuel        | Canada                        | 7.23 | Q, PB |
| 15   | 5    | Ángela Tenorio          | Ecuador                       | 7.24 | Q     |
| 16   | 2    | LaVerne Jones-Ferrette  | Isole Vergini Americane       | 7.27 | Q     |
| 17   | 6    | Maja Mihalinec          | Slovenia                      | 7.28 | Q     |
| 18   | 3    | Olesya Povh             | Ucraina                       | 7.29 | q     |
| 19   | 4    | Gloria Hooper           | Italia                        | 7.28 | Q, PB |
| 20   | 5    | Tahesia Harrigan-Scott  | Isole Vergini Britanniche     | 7.30 | q     |
| 21   | 5    | Dutee Chand             | India                         | 7.30 | q     |
| 22   | 2    | Wei Yongli              | Cina                          | 7.31 | q     |
| 23   | 4    | Marika Popowicz-Drapała | Polonia                       | 7.32 | q     |
| 24   | 6    | Chantal Butzek          | Germania                      | 7.35 | q     |
| 25   | 6    | Carolle Zahi            | Francia                       | 7.36 |       |
| 26   | 1    | Flings Owusu-Agyapong   | Ghana                         | 7.36 |       |
| 27   | 3    | Ashley Marshall         | Barbados                      | 7.38 |       |
| 28   | 4    | Tynia Gaither           | Bahamas                       | 7.41 |       |
| 29   | 1    | Agata Forkasiewicz      | Polonia                       | 7.45 |       |
| 30   | 5    | Anasztázia Nguyen       | Ungheria                      | 7.46 |       |
| 31   | 4    | Viktoriya Zyabkina      | Kazakistan                    | 7.47 |       |
| 32   | 3    | Yuan Qiqi               | Cina                          | 7.48 |       |
| 33   | 2    | Adeline Gouenon         | Costa d'Avorio                | 7.50 |       |
| 34   | 6    | Lam On Ki               | Hong Kong                     | 7.54 |       |
| 35   | 2    | Phobay Kutu-Akoi        | Liberia                       | 7.56 |       |
| 36   | 2    | Charlotte Wingfield     | Malta                         | 7.63 |       |
| 37   | 1    | Élodie Embony           | Madagascar                    | 7.65 | PB    |
| 38   | 5    | Aziza Sbaity            | Libano                        | 7.78 |       |
| 39   | 4    | Loi Im Lan              | Macao                         | 7.83 |       |
| 40   | 6    | Valentina Meredova      | Turkmenistan                  | 7.89 |       |
| 41   | 3    | Patricia Taea           | Isole Cook                    | 7.95 | SB    |
| 42   | 1    | Mariana Cress           | Isole Marshall                | 8.51 | SB    |
| 43   | 3    | Zarinae Sapong          | Isole Marianne Settentrionali | 8.70 | PB    |
| 44   | 4    | Kariman Abuljadayel     | Arabia Saudita                | 9.48 | NR    |
|      | 1    | Andrea Ivančević        | Croazia                       | DNS  |       |

### Semifinali
Passano alla finale le prime 2 di ogni semifinale e i 2 migliori tempi.
| Rank | Heat | Name                    | Nationality               | Time | Notes  |
| ---- | ---- | ----------------------- | ------------------------- | ---- | ------ |
| 1    | 3    | Elaine Thompson         | Giamaica                  | 7.04 | Q, PB  |
| 2    | 1    | Barbara Pierre          | Stati Uniti               | 7.06 | Q      |
| 3    | 3    | Dafne Schippers         | Paesi Bassi               | 7.08 | Q      |
| 4    | 2    | Michelle-Lee Ahye       | Trinidad e Tobago         | 7.09 | Q, =NR |
| 5    | 2    | Tori Bowie              | Stati Uniti               | 7.11 | Q, PB  |
| 6    | 1    | Dina Asher-Smith        | Gran Bretagna             | 7.11 | Q, SB  |
| 7    | 3    | Asha Philip             | Gran Bretagna             | 7.13 | q      |
| 8    | 2    | Marie-Josée Ta Lou      | Costa d'Avorio            | 7.15 | q      |
| 9    | 1    | Jamile Samuel           | Paesi Bassi               | 7.16 |        |
| 10   | 1    | Kelly-Ann Baptiste      | Trinidad e Tobago         | 7.16 | SB     |
| 11   | 3    | Rosângela Santos        | Brasile                   | 7.20 |        |
| 12   | 3    | Ángela Tenorio          | Ecuador                   | 7.21 | NR     |
| 13   | 2    | Simone Facey            | Giamaica                  | 7.21 |        |
| 14   | 1    | Tatjana Pinto           | Germania                  | 7.22 |        |
| 15   | 2    | Tahesia Harrigan-Scott  | Isole Vergini Britanniche | 7.23 |        |
| 16   | 2    | Crystal Emmanuel        | Canada                    | 7.23 | PB     |
| 17   | 1    | Olesya Povh             | Ucraina                   | 7.27 |        |
| 18   | 3    | Wei Yongli              | Cina                      | 7.28 |        |
| 19   | 3    | LaVerne Jones-Ferrette  | Isole Vergini Americane   | 7.33 |        |
| 20   | 2    | Maja Mihalinec          | Slovenia                  | 7.34 |        |
| 21   | 1    | Marika Popowicz-Drapała | Polonia                   | 7.34 |        |
| 22   | 2    | Chantal Butzek          | Germania                  | 7.45 |        |
| 23   | 3    | Dutee Chand             | India                     | 7.62 |        |
|      | 1    | Gloria Hooper           | Italia                    | DNS  |        |

### Finale
La finale è iniziata alle 19.53.
| Pos | Corsia | Nome               | Nazione           | Tempo | Note |
| --- | ------ | ------------------ | ----------------- | ----- | ---- |
| 1   | 6      | Barbara Pierre     | Stati Uniti       | 7.02  |      |
| 2   | 5      | Dafne Schippers    | Paesi Bassi       | 7.04  |      |
| 3   | 3      | Elaine Thompson    | Giamaica          | 7.06  |      |
| 4   | 4      | Michelle-Lee Ahye  | Trinidad e Tobago | 7.11  |      |
| 5   | 1      | Asha Philip        | Gran Bretagna     | 7.14  |      |
| 6   | 8      | Tori Bowie         | Stati Uniti       | 7.14  |      |
| 7   | 2      | Marie-Josée Ta Lou | Costa d'Avorio    | 7.29  |      |
|     | 7      | Dina Asher-Smith   | Gran Bretagna     | DNS   |      |